# Charvet Place Vendôme
Charvet Place Vendôme eller blot Charvet er en fransk luksus skjortemager og skrædder der ligger på Place Vendôme 28 i Paris. Virksomheden designer, producerer og sælger skræddersyet og ready-to-wear skjorter, slips, bluser, pyjamas jakkesæt, hvilket foregår både i deres butik i Paris og internationalt via luksusforhandlere.
Charvet blev grundlagt i 1838 eller 1836 af Christofle Charvet, og det er verdens første skjortebutik. Siden 1800-tallet har man solgt skræddersyede skjorter og sytilbehør til konger, prinser og statsledere. Den fik et internationalt ry for høj kvalitet, god service go et bredt sortiment af designs og farver. Takket være deres omdømme for slips er charvet blevet en generisk betegnelse for en bestemt type silketof der bruges til slips. Deres slips er blevet rangeret som de bedste i USA.
Firmaets lange historie associeres med mange berømte kunder, hvoraf nogle har været meget betagede af mærket. Ligeledes har nogle forfattere brugt Charvet til at beskrive deres karakterers identitet.

## Galleri
- Views of the Place Vendôme store
- Butiksvindue.
- Første etage.
- Tredje etage.
- Fjerde etage.
- Sjette etage.